# Wiguläus von Kreittmayr

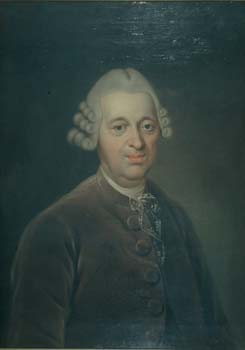
Wiguläus von Kreittmayr
(Ölgemälde im Besitz der Bayerischen Akademie der Wissenschaften), Foto: BAdW

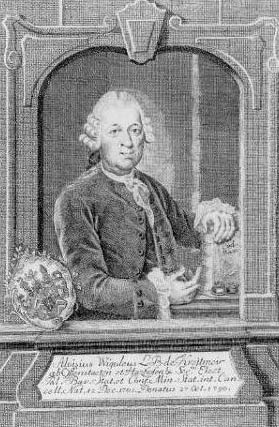
Wiguläus von Kreittmayr
(Kupferstich im Besitz der Staatlichen Graphischen Sammlungen)

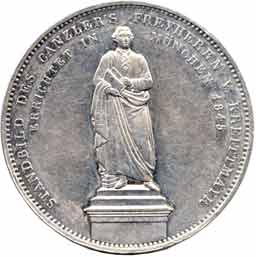
Abbild des Denkmals von Wiguläus von Kreittmayr auf der Rückseite einer bayerischen 2-Thaler-Münze von 1845

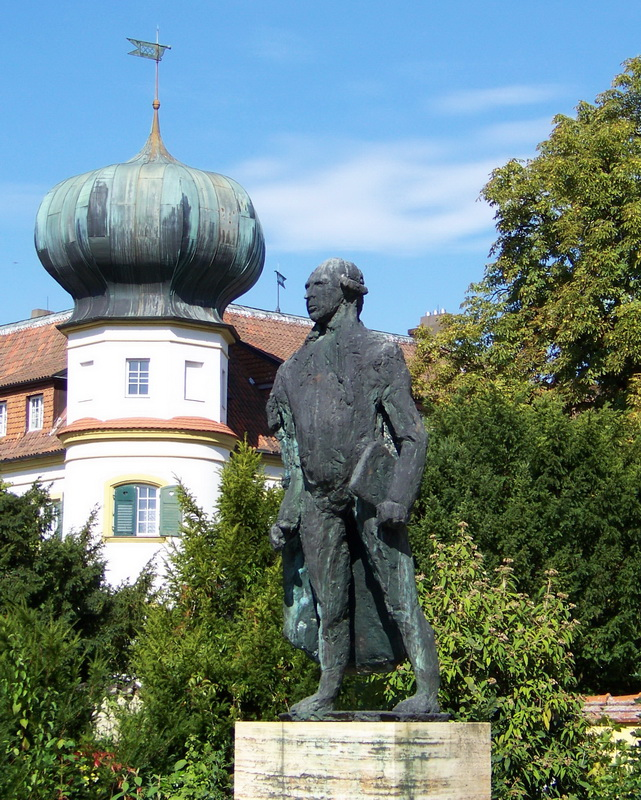
Wiguläus von Kreittmayr (Denkmal vor dem Schloss Offenstetten, Landkreis Kelheim; Bildhauer: Alexander Fischer).

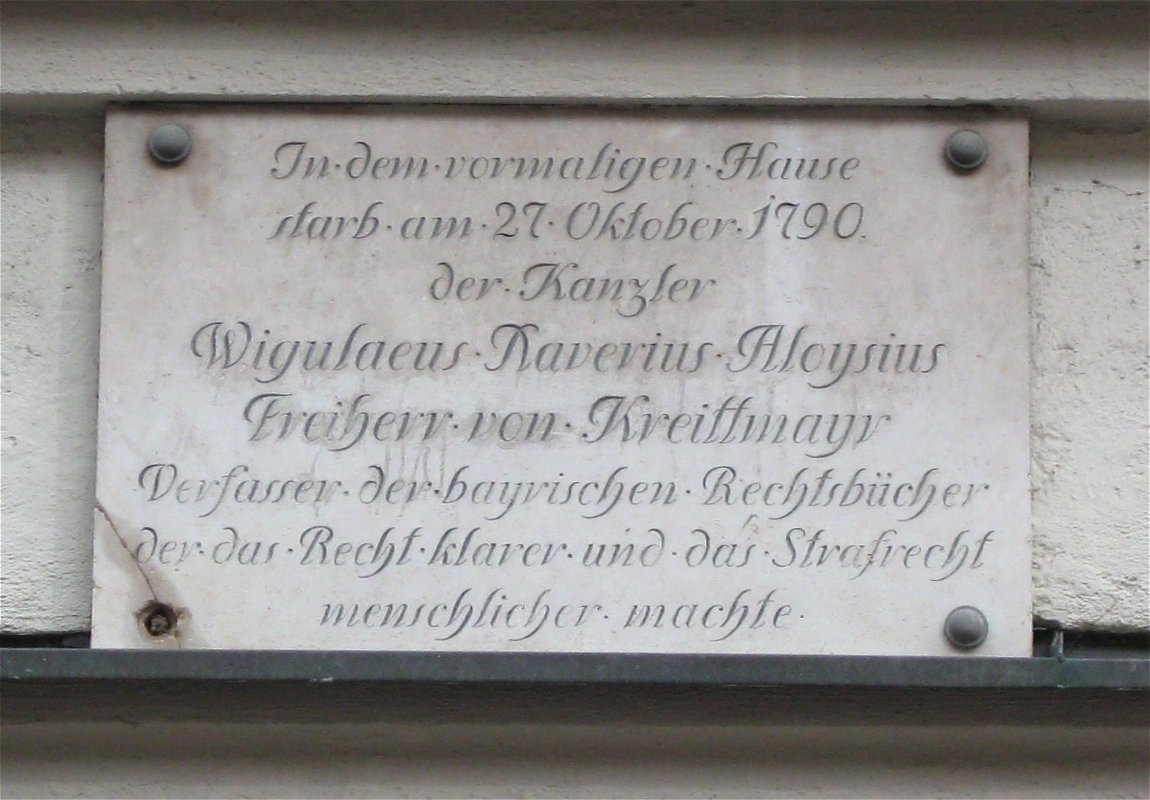
Gedenktafel für Kreittmayr am Haus Burgstraße 6 in München, dem Haus, in dem er starb. Das Haus befindet sich unweit des Marienplatzes

Wiguläus Xaverius Aloysius Kreittmayr, ab 1741 Ritter und Edler Herr von Kreittmayr und ab 1745 Freiherr von Kreittmayr (* 14. Dezember 1705 in München; † 27. Oktober 1790 ebenda) war ein bayerischer Rechtswissenschaftler, kurfürstlich bayerischer Wirklicher Geheimer Staatskanzler, Konferenzminister und Oberster Lehenprobst.

## Familie
Wiguläus von Kreittmayr entstammte einem alten Ratsgeschlecht aus Friedberg (Bayern) bei Augsburg, das um 1450 erstmals erwähnt wurde, und war der Sohn des kurfürstlich bayerischen Hofrats Franz Xaver Wiguläus Kreittmayr und von Maria Barbara Degen (oder Däg), die eine Tochter des Münchener Wirts Franz Dägn war. Wiguläus hatte fünfzehn Geschwister, darunter den Münchener Bürgermeister Joseph Benno und Generosa, Äbtissin des Klosters Geisenfeld. Der im Laufe seines Lebens von Perlach nach Landshut ausgewanderte Kapuziner-Pater Emmerich Däger (geboren als Franz von Paula Dägn) war sein Cousin.
Kreittmayr heiratete 1745 in erster Ehe Sophie von Heppenstein; sie und beider Söhne starben aber früh. In zweiter Ehe heiratete er 1750 Maria Franziska Romana von Frönau, verwitwete von Nocker, aus dem niederbayerischen Offenstetten, mit der er zwei Söhne und eine Tochter hatte.

## Leben
Als überaus fleißig und von ruhigem, offenem und geradem Charakter wurde Kreittmayr beschrieben. Er besuchte in seiner Jugend bis 1721 das Jesuitengymnasium München (heute Wilhelmsgymnasium München) und lernte dort neben Französisch und Italienisch so gut Latein, „dass er noch im Greisenalter aus den Werken von Horaz, Vergil und Ovid lange Passagen auswendig hersagen konnte“ Später studierte er Philosophie an der Universität Salzburg, Rechtswissenschaft in Ingolstadt, Geschichte in Leyden und Utrecht und hat am Reichskammergericht in Wetzlar gearbeitet.
Der Hofrat war damals die höchste Landesstelle, in diese Stelle wurde der 20-jährige Kreittmayr vom bayerischen Kurfürsten Max Emanuel berufen: „der Anfang einer glänzenden Karriere“. Am 15. Mai 1741 wurde er als Reichsvikariats-Hofgerichtsassessor in Augsburg durch die Reichsvikare und Kurfürsten Karl Albrecht von Bayern und Karl Philipp von der Pfalz in den Ritterstand des Heiligen Römischen Reiches erhoben und 1742 zum Wirklichen Reichshofrat ernannt. Am 6. Juli 1745 wurde er durch Kurfürst Maximilian III. Joseph als Reichsvikar in den Freiherrnstand erhoben und zum bayerischen Hofrats-Kanzler und Geheimen Rat ernannt. 1749 wurde er Geheimer Ratsvizekanzler und Konferenzminister und schließlich 1758 als Nachfolger von Franz Xaver Andreas von Praidlohn Wirklicher Geheimer Staatskanzler und Oberster Lehens-Propst. Als „spiritus rector der Justiz in Bayern“ prägte Kreittmayr stark die Regierungspolitik des Kurfürsten Maximilian III. Joseph und trug in seiner Position zur Konsolidierung des bayerischen Staates bei. 1759 wurde er zum Ehrenmitglied der Bayerischen Akademie der Wissenschaften ernannt.
Nach Kreittmayrs Tod 1790 fiel, wie zuvor schon andere, auch das Ressort des Geheimen Ratskanzlers an einen Pfälzer Beamten, den Freiherrn Johann Friedrich von Hertling, den Vater von Friedrich Wilhelm von Hertling. 
Kreittmayrs Büste wurde in der Ruhmeshalle in München aufgestellt. Sein Denkmal auf dem Münchner Maximiliansplatz (an der Stelle des heutigen Standorts des Schiller-Denkmals) wurde nach dem Zweiten Weltkrieg nicht wieder errichtet. Nachdem ursprünglich geplant war, das Denkmal auf dem Promenadeplatz wieder aufzustellen, gab es Widerstand aus dem Münchner Stadtrat, da Kreittmayr die unkritische Übernahme von Folter und Todesstrafe in seinen Gesetzeskodex vorgeworfen wurde. Das Denkmal wurde schließlich in Kreittmayrs Begräbnisort Offenstetten neu aufgestellt.

## Werke
Unter der Regierung des Kurfürsten Maximilian III. Joseph von Bayern ist der Codex Maximilianeus Bavaricus Criminalis 1751 erschienen, 1752 der Kommentar dazu; der Codex Judiciarii im Jahr 1753, 1754 die Anmerkungen dazu. 1756 trat der umfangreichste Teil, der Codex Maximilianeus Bavaricus Civilis (CMBC), in Kraft (mit vier Teilen und über 800 Paragraphen); im Laufe der folgenden Jahre bis 1768 erschienen die fünfbändigen Anmerkungen dazu. Diese drei Gesetzbücher waren „ein in sich geschlossenes Werk“ und bildeten über mehrere Jahrzehnte hinweg die „Grundlage der bayerischen Rechtsordnung“ „Trotz der noch altertümlichen (und im Strafrecht abstoßenden) Züge ist diese Gesetzgebung ein würdiges Vorspiel der kommenden großen Kodifikationen“ 1785 erschien zusätzlich eine Wechselordnung. 1769 veröffentlichte er seinen Grundriß des Allgemeinen, Deutsch- und Bayrischen Staatsrechts, ein Hauptwerk in der Entwicklung des Staatsrechts im 18. Jahrhundert.
Diese Gesetze, Kommentare und Anmerkungen waren die Arbeit eines Mannes, des Vizekanzlers (seit 1749) Wiguläus Xaverius Aloysius Freiherr von Kreittmayr. „Kreittmayrs Aufgabe und Werk war, das völlig unübersichtlich gewordene Recht seiner Zeit in Bayern in brauchbare Formen zusammenzuschreiben – ein Auftrag, an den sich nur jemand wie er mit umfassenden Kenntnissen, weitreichender Belesenheit und ungewöhnlichem Fleiß wagen konnte“ Kreittmayr bewältigte diese ihm 1750 übertragene Aufgabe „meisterhaft“ (Eberle, ibid.) und „in erstaunlich kurzer Zeit“ Berühmtheit haben Kreittmayrs juristische Werke schließlich auch als „unterhaltende Rechtslektüre“ erreicht wegen seines „körnigen, bisweilen sogar derben“ Humors und wegen ihres knappen Stils, der damals als kunstlos und derb bezeichnet wurde.